# Caicara de Maturín

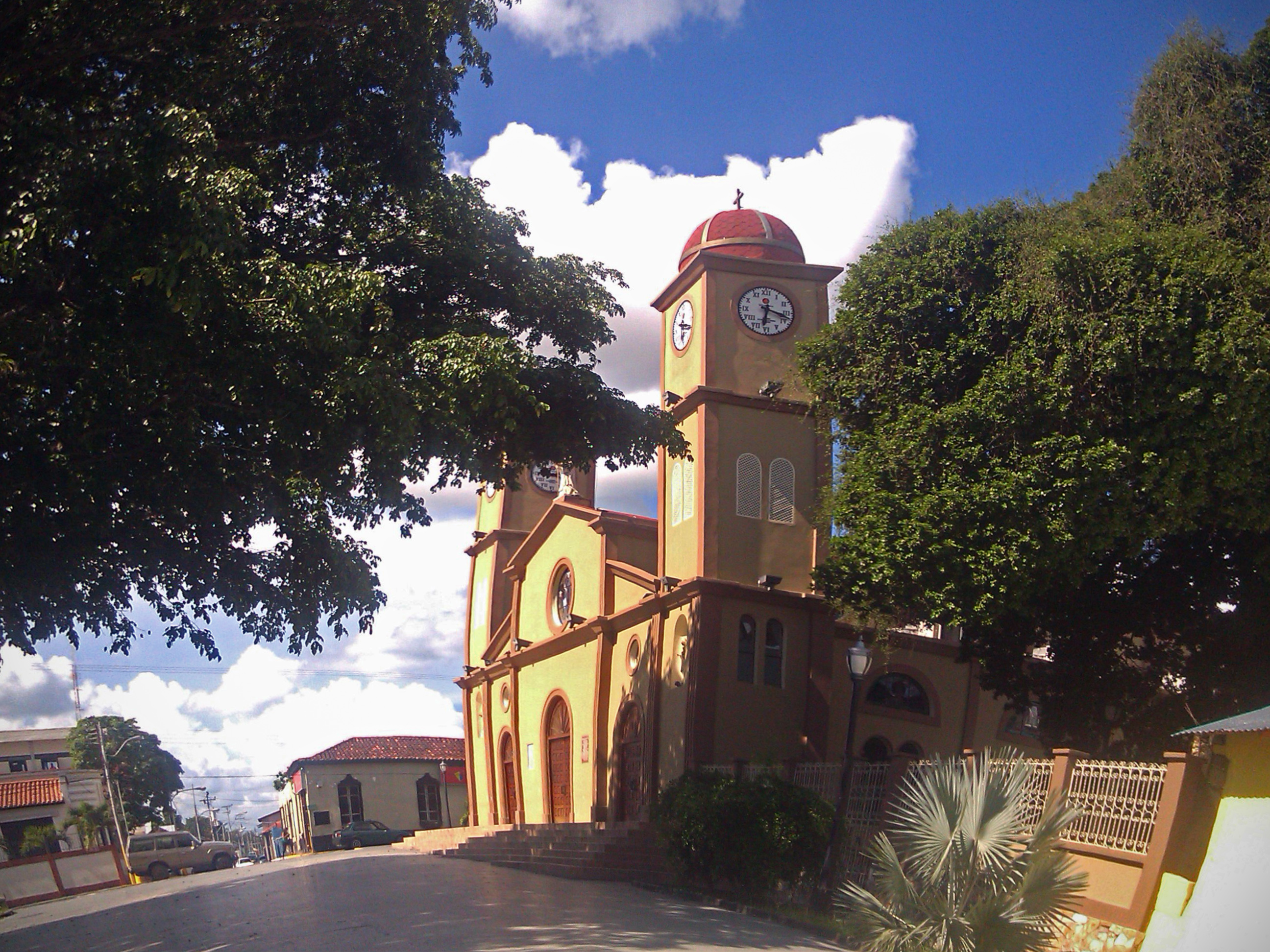
La iglesia de Santo Domingo de Guzmán.

Caicara de Maturín es la capital del municipio Cedeño perteneciente al Estado Monagas. Está ubicada en la zona oeste del estado Monagas, al noreste de la ciudad de Punta de Mata. Fue fundada el 20 de abril de 1731. Tiene aproximadamente un poco menos de 20 000 habitantes. 
En noviembre de 2021, fue electo Daniel Monteverde, como alcalde del municipio.

## Pueblos cercanos a Caicara de Maturín
Algunos pueblos cercanos a Caicara de Maturín son Jusepin, Areo, San Félix de Cantalicio, Viento Fresco, Bejucales, Merecure, La Quebrada de Caicara, El Macal, La Laguna, El Caituco.

## Historia
La zona estaba habitada por chaimas cuando llegaron misioneros capuchinos españoles, entre ellos el aragonés fray Antonio de Blesa que fundó una población con el nombre de Santo Domingo de Guzmán de Cayacuar el 20 de abril de 1731. Caicara significa «quebrada de las ceibas» en el lenguaje de pueblos indígenas.
Para abril de 2013, el presidente Nicolás Maduro, junto a la gobernadora Yelitza Santaella, visitó la localidad de Caicara e inauguró un Mercal tipo I.
El 6 de abril de 2024, falleció  Miguel Figuera conocido como “El Mono Mayor”, quien fue un personaje icónico en el Baile del Mono, fue el creador del “Mono Enrolladito” el cual consista en realizar espirales hacia adentro dentro de las festividades.
En el marco de la celebración por los 293 años de la fundación de Caicara de Maturín en el año 2024, las autoridades municipales llevaron a cabo un acto simbólico con la siembra de un árbol de aceite en la calle Miranda. Esta actividad tuvo como propósito honrar el patrimonio natural.

## Geografía

### Sectores poblados
- Las Parcelas.[6]
- Las Lomas
- Las Pangolas

## Infraestructura

### Salud
Cuenta con el Hospital Ernesto Guzmán Saavedra, Centro de Diagnóstico Integral (CDI) Luis Sanabria y Centro de Atención Cacique Chaima.

### Transporte
Entre las principales vías de la ciudad, se encuentran la avenida Bermúdez,  calle Cedeño, calle Sucre, calle Páez.

## Personajes célebres
- Manuel Núñez Tovar (1878-1925) naturalista, parasitólogo y entomólogo.
- Emilio Arévalo Cedeño (1882-1965) que fue jefe de la estación telegráfica al unirse a la guerrilla contra el general Juan Vicente Gómez a principios del siglo XX.
- Celestino Rafael Zamora Montes de Oca (5 de noviembre de 1928), médico cirujano graduado en la Universidad del Zulia, miembro de la Academia Nacional de Medicina 2005.

## Festividades

### Baile del mono
Es una danza de origen indígena, en la cual las personas se sujetan por la cintura, uno detrás del otro, y forman hileras. Guiados por alguien disfrazado de un mono, los participantes recorren las calles a la manera de un tren humano hasta la plaza del Mono o llamado por los locales como Monodromo. Previamente, la mayoría de los danzantes oscurecen sus caras con añil y hollín y se tiñen las ropas de colores. También se juega con agua, pintura, harina, azulillo y hollín a modo de carnaval. Seguidamente, "El Mono" invita a los presentes a unirse al ritual, de no hacerlo le dará leves correazos a quien se niegue.   
El baile del mono tiene lugar el 28 de diciembre y es celebrado desde hace un siglo. Presenta rasgos marcadamente indígenas, cercanos al Maremare. Originalmente, era acompañado musicalmente con instrumentos de viento llamados carrizos. Recientemente, se usan tambores, instrumentos de cuerdas; como el cuatro y la mandolina, ciriacos, guaruras, cachos, maracas. Característicos son los cañonazos de Sebastián Baquero.
El baile de mono cuenta con su institución cultural llamada Fundación Mono de Caicara. Máxima autoridad encargada de vigilar y mantener el popular baile.

### Festival Sol de Caicara
Es un evento folclórico que se realiza todos los años en Caicara de Maturín.

## Sitios de interés
- Iglesia Santo Domingo de Guzmán.[6]
- Monodromo.

## Alcaldes
| Período         | Alcalde                | Partido/Alianza | Notas                                                                               |
| 1989 1992       | Olga R de Morales      | AD              | Primera alcalde del Distrito Cedeño fallece antes de culminar el mandato en el 1992 |
| --------------- | ---------------------- | --------------- | ----------------------------------------------------------------------------------- |
| 1993-1995       | José Gregorio Briceño  | MIGATO          |                                                                                     |
| 1995-1999       | José Gregorio Briceño  | MIGATO          |                                                                                     |
| 1999-2000       | Domingo Pedemonte      | MIGATO          | Alcalde encargado tras la renuncia de José Gregorio Briceño                         |
| 2000-2004       | Domingo Pedemonte      | MIGATO          |                                                                                     |
| 2004-2008       | Pedro Briceño          | MVR - MIGATO    |                                                                                     |
| 2008-2012       | Pedro Briceño          | PSUV            |                                                                                     |
| 2013-2017       | Wilma Carvajal         | PSUV            |                                                                                     |
| 2018 - 2021     | Luis Humberto González | PSUV            |                                                                                     |
| 2021 - presente | Daniel Monteverde      | PSUV            |                                                                                     |

## Medios de Comunicación
- Ligera FM